# Dysstroma mutata
Dysstroma mutata är en fjärilsart som beskrevs av Taylor 1910. Dysstroma mutata ingår i släktet Dysstroma och familjen mätare. Inga underarter finns listade i Catalogue of Life.